# 1024 Hale
Az 1024 Hale (ideiglenes jelöléssel 1923 YO13) a Naprendszer kisbolygóövében található aszteroida. George Van Biesbroeck fedezte fel 1923. december 2-án.